# Specie a rischio minimo

La categoria «Rischio Minimo» nella versione 3.1 del 2008 della Lista Rossa della IUCN.

Una specie si considera a rischio minimo (abbreviato ufficialmente come LC dal nome originale in inglese, Least Concern) quando, pur essendo stata valutata dalla IUCN, non soddisfa nessuno dei criteri delle categorie in pericolo, in pericolo critico, vulnerabile o prossimo alla minaccia della Lista Rossa elaborata dall'organizzazione. Di conseguenza, la categoria rischio minimo della lista comprende tutti i taxa numerosi e molto diffusi, che non rischiano di scomparire nel prossimo futuro.

La categoria «Rischio Minimo» nella versione 2.3 del 1994 della Lista Rossa della IUCN.

Nella versione 2.3 della Lista Rossa, in vigore dal 1994 al 2001, rischio minimo era una sottocategoria di «basso rischio» (LR), e la sua abbreviazione ufficiale era LR/lc o (lc).
Nella versione 2015 della Lista Rossa, la categoria Rischio Minimo comprendeva 29.749 taxon di animali e 5762 di piante.